# Трент Френкс
Трент Френкс (англ. Trent Franks; нар. 19 червня 1957, Uravan, Колорадо) — американський політик-республіканець, з 2003 року він є членом Палати представників США від штату Аризона.
Френкс навчався в Університеті Оттави у штаті Канзас. Потім він працював у Liberty Petroleum Corporation, президентом якої він став пізніше. Протягом чотирьох років він був керуючим директором Науково-дослідного інституту сім'ї Аризони, некомерційної організації, орієнтованої на захист дітей та сімей у штаті Аризона.
З 1985 по 1987 він був членом Палати представників Аризони, очолював відділ губернатора Аризони з питань дітей.